# 1180 Ріта
1180 Ріта (1180 Rita) — астероїд головного поясу, відкритий 9 квітня 1931 року.
Тіссеранів параметр щодо Юпітера — 3,019.